# Televisão em Burundi
A televisão no Burundi foi introduzida em 1984.
Segue-se uma lista de canais de televisão transmitidos no Burundi.

## Canais principais
| Nome             | Proprietário         | Tipo                | Fundado |
| ---------------- | -------------------- | ------------------- | ------- |
| RTNB             | República do Burúndi | Propriedade estatal | 1984    |
| Télé Renaissance | Bernard Henri Levy   | Propriedade privada | 2008    |
| Héritage TV      |                      | Propriedade privada | 2008    |
| TV Salama        |                      | Propriedade privada | 2008    |